# El pare Goriot
El pare Goriot (títol original en francès: Le Père Goriot) és una novel·la realista d'Honoré de Balzac escrita l'any 1835 i que forma part de les escenes de la vida privada de Comèdia Humana. L'obra presenta ja indicis de materialisme històric. Ocorre a Montmartre, a París, a l'època contemporània de Balzac. Aquesta novel·la estableix les bases del conjunt de Comèdia Humana, una construcció literària formada per diferents volums lligats entre ells per clucades d'ull, passarel·les i altres recursos.
En aquest escrit, Balzac analitza la naturalesa i la corrupció de la família, del matrimoni i de la societat parisenca al període de la Restauració Francesa (segle xix), contemporani a l'autor. El protagonista és un home, Goriot, que se sacrifica per les seves filles però que acaba sent rebutjat per elles i mor a la misèria mentre que elles són riques. També narra la vida d'altres pensionistes, d'un jove que aspira a formar part de l'alta societat i d'una dama de l'alta societat, per a abastar més classes socials. Els fets ocorren al barri de Montmartre, que en aquells temps és humil i lluny del centre de París, al nord, i a la Casa Vauquer, situada al sud de París, entre el barri llatí de les universitats i Saint Marceau. L'ambient general és llòbrec i trist, els edificis es presenten com tètrics, la terra és seca, les olors són desagradables i a tancat.

## Tema
El tema principal de la novel·la és una crítica, presentada en forma de descripció, a la societat de la capital francesa a l'època de la Restauració. D'altres temes que se'n desprenen són el capitalisme, l'individualisme, l'egoisme, l'arribisme, la immoralitat, el racionalisme i els diners però també el treball, l'amor i la tendresa.

## Personatges
Protagonistes:
- Joan Joaquim Goriot: El pare Goriot. Home gran i vidu, bo, honrat i pare de dues filles.
- Eugène de Rastignac: Estudiant de dret. Personatge jove que l'autor recupera de la seva obra anterior La pell de xagrí (La Peau de chagrin, 1831), a la qual era ja un senyor gran, i que fa de guia al lector entre els diferents personatges al llarg d'aquesta obra. Admira la seva cosina llunyana, la qual l'introdueix al món de l'alta societat parisenca. Festeja la filla gran de Goriot i acaba sent l'amant de la petita.
- Jacques Collin: Àlies Vautrin. Home de mitjana edat, fort, astut, antic delinqüent, crític amb la societat i antagonista d'Eugène de Rastignac. Balzac es va inspirar en Eugène-François Vidocq, un dels primers detectius privats, que a més havia tingut un passat delictiu, per a crear en Jacques Collin.

Personatges secundaris:
- Delfina de Nucingen: Filla petita de Goriot, superficial, capriciosa. La seva màxima aspiració és ser rebuda per la senyora Bauseant, la dama més de moda de l'alta societat. Les dues germanes estan separades per una forta rivalitat. Apareix en nombroses obres de Balzac: Les il·lusions perdudes, Melmoth réconcilié, Le Bal de Sceaux, la Maison Nucingen, Splendeurs et misères des courtisanes, la Peau de chagrin, Étude de femme, Autre étude de femme, les Secrets de la princesse de Cadignan, Le Député d'Arcis, l'Interdiction, Ferragus, César Birotteau, l'Envers de l'histoire contemporaine.
- Anastàsia de Restaud: L'altra filla de Goriot, també capriciosa i superficial. Apareix en altres novel·les de Balzac (Député d'Arcis, Béatrix, La Maison Nucingen, Le Bal de Sceaux) com una dama molt esperada i de moda als actes socials.
- Senyora Bauseánt: Vescomtessa. Cosina llunyana d'Eugène de Rastignac, molt reconeguda a la societat parisenca, que l'introdueix a l'alta societat.
- Senyora Vauquer: Mestressa de la pensió Vauquer a la qual s'allotja Goriot i en la que transcorre la història. És una vídua mesquina i amoral.

## El pare Goriot i El rei Lear
Alguns analistes han trobat alguns paral·lelismes entre aquesta novel·la de Balzac i l'anterior peça de teatre El rei Lear, de Shakespeare, sobretot a la trama principal, el protagonista pare d'unes filles amb personalitats i comportament molt similars, i el fet que perdi tot per a fer que elles escalin socialment per ser finalment abandonat. El rei Lear però, té tres filles en comptes de dues.